# Concessionária Novo Litoral
A Concessionária Novo Litoral (CNL) é uma empresa brasileira de capital fechado com foco na administração de rodovias no Estado de São Paulo, com sede em Santos. Atualmente, estão sob gestão da companhia 212 quilômetros de malha rodoviária que conectam por 13 municípios.
A empresa é oriunda de um consórcio entre as empresas CBI Infraestrutura e CLD Construtora para a recuperação e operação do Lote Litoral Paulista do Programa de Parcerias e Investimentos (PPI) do Governo do Estado.

## História
A empresa foi criada com o propósito de participar do leilão do Lote Litoral Paulista do Programa de Parcerias e Investimentos (PPI) do Governo do Estado de São Paulo, sendo fundada ainda em 2024.
A companhia ofertou 10,17% de desconto sobre a contraprestação pública máxima, para o período de 30 anos, contados a partir da data da assinatura do contrato de concessão, e venceu a proposta da empresa espanhola Acciona, que ofertou um desconto de apenas 1%.

## Parceira Público Privada (PPP)
O contrato com o estado prevê investimentos de aproximadamente R$ 4,3 bilhões para a realização de intervenções estruturais e melhorias nas rodovias SP-055 - Rodovia Padre Manuel da Nóbrega, SP-055 - Rodovia Doutor Manuel Hipólito Rego, SP-088 - Mogi-Dutra e SP-098 - Mogi-Bertioga. Por se tratar de uma PPP, o contrato também prevê financiamento por parte do Governo do Estado a fim de viabilizar a execução das obras de melhorias, devendo a repassar, aproximadamente, R$ 179,21 anualmente à CNL, de acordo com o desconto por ela ofertado durante a disputa.
O edital da concessão também prevê a instalação de 15 pórticos de cobrança automática ao longo das rodovias, sistema também conhecido como pedágio Free Flow, porém, sua instalação está sujeita à entrega das obras de melhoria menos complexas previstas no Plano de Investimentos do contrato, dentre as quais, estão a construção de vias marginais, duplicações, terceiras faixas de rolamento, novos acostamentos, novas passarelas.
A localização de alguns dos porticos se dará da seguinte maneira:
- Mogi-Dutra: um ficará na altura do km 38, próximo ao Outlet Premium, na divisa entre Mogi das Cruzes e Arujá. O outro, na altura do km 41, pouco antes do acesso à rodovia Ayrton Senna.
- Mogi-Bertioga, o único pórtico será instalado já próximo ao Litoral, no final da via para quem em direção a Baixada Santista.[4]